# Sven Hannawald
Sven Hannawald (* 9. November 1974 in Erlabrunn als Sven Pöhler) ist ein ehemaliger deutscher Skispringer und heutiger TV-Experte bei der ARD sowie Unternehmensberater. Hannawald gewann 2002 als erster Sportler die Vierschanzentournee mit Siegen in allen vier Wettbewerben. Bei den Olympischen Winterspielen 2002 in Salt Lake City, USA, holte er mit der Mannschaft Gold. Zuvor wurde er 2000 und 2002 zweimal hintereinander Skiflug-Weltmeister. Bei den Nordischen Skiweltmeisterschaften 1999 und 2001 war er mit vier Medaillen erfolgreich, darunter zweimal Gold mit dem Team. 2002 wurde Sven Hannawald als Deutschlands Sportler des Jahres geehrt.

## Leben
In Erlabrunn als Sven Pöhler (seine Eltern heirateten erst nach seiner Geburt) geboren, wuchs Sven Hannawald in der Nachbarstadt Johanngeorgenstadt im Erzgebirge auf. Mit zwölf Jahren wechselte er auf die Kinder- und Jugendsportschule (KJS) in Klingenthal und trainierte beim SC Dynamo Klingenthal. Als seine Eltern und die sechs Jahre jüngere Schwester 1991 aus dem Erzgebirge nach Jettingen-Scheppach im Landkreis Günzburg (Bayerisch Schwaben) umzogen, wechselte er an das Skiinternat Furtwangen im Schwarzwald, wo er nach der Schule (Mittlere Reife) eine Lehre als Kommunikationselektroniker absolvierte. Anschließend verpflichtete er sich bei der Bundeswehr und trainierte bis 2001 als Sportsoldat in einer Sportfördergruppe der Bundeswehr in Todtnau-Fahl.
Sven Hannawald wohnt in Gauting und ist Mitglied des Ski-Clubs in Hinterzarten. Im November 2016 heiratete er die Fußballerin Melissa Thiem. Im Februar 2017 kam ihr gemeinsamer Sohn zur Welt. Im Mai 2019 kam das zweite gemeinsame Kind, eine Tochter, zur Welt. Sven Hannawald hat darüber hinaus einen weiteren Sohn (* 2006) aus einer früheren Beziehung.

## Sportlicher Werdegang

### Anfänge
Hannawald nahm bereits mit sieben Jahren an einem Skisprunglehrgang teil. Er betrieb zunächst die Nordische Kombination, doch bald war klar, dass seine Stärken eindeutig beim Skispringen lagen. Um bessere Trainingsmöglichkeiten zu haben, wechselte er auf die KJS. Er wurde DDR-Schülermeister im Skispringen und gewann bei der Kinder- und Jugendspartakiade in den Wintersportarten 1987 in Oberwiesenthal in drei Disziplinen, davon zwei Springen und einmal die Nordische Kombination.

### Erste Erfolge als Skispringer
Nach seinem Wechsel nach Hinterzarten wurde er 1992 Dritter im Mannschaftswettbewerb der Juniorenweltmeisterschaften und 1994 mit seiner Klubmannschaft Deutscher Meister im Mannschaftsspringen.
1998 gewann Hannawald bei der Skiflug-WM in Oberstdorf Silber sowie bei den Olympischen Spielen in Nagano Silber im Mannschaftsspringen.
Hannawald gewann außerdem als erster Skispringer überhaupt alle vier Teilwettbewerbe der Vierschanzentournee.

### Saison 1998/99
In der Saison 1998/99 belegte er im Gesamtweltcup der Skispringer den fünften Platz. Bei den Nordischen Skiweltmeisterschaften 1999 in Ramsau gewann er im Einzelwettbewerb von der Großschanze Silber hinter Martin Schmitt sowie beim Mannschaftsspringen von der Großschanze Gold.

### Saison 1999/2000
Vom 12. bis 14. Februar 2000 wurde in Vikersund (Norwegen) die Skiflug-Weltmeisterschaft ausgetragen, die durch chaotische Witterungsverhältnisse nicht wie geplant am Wochenende mit jeweils zwei Durchgängen an zwei Tagen, sondern am darauffolgenden Montag mit drei Durchgängen an nur einem Tag entschieden wurde. Mit Sprüngen auf 179,5, 188 und 196,5 Meter sowie 536,8 Punkten wurde Hannawald zum ersten Mal Skiflugweltmeister.

### Saison 2000/01
Das Mannschaftsspringen von der Großschanze bei den Nordischen Skiweltmeisterschaften 2001 musste wegen schlechter Bedingungen um drei Tage verschoben werden und wurde erst am 24. Februar ausgetragen. Hannawald zeigte mit 120 Metern einen der besten Sprünge des gesamten ersten Durchgangs. Mit 110,5 Metern war er im zweiten Durchgang bester Springer in seiner Startergruppe und dort nur einer von zwei Athleten, dem ein Sprung über 100 Meter gelang. Die deutsche Mannschaft konnte in der Besetzung Hannawald, Michael Uhrmann,
Alexander Herr und Martin Schmitt den zwei Jahre zuvor errungenen Weltmeistertitel verteidigen und sich am Ende mit fast 40 Punkten Vorsprung gegen Finnland und Österreich durchsetzen. Von der Normalschanze gewann die deutsche Mannschaft in gleicher Besetzung zudem die Bronzemedaille.

### Saison 2001/02
Der darauffolgende Winter 2001/02 war der erfolgreichste in der Karriere von Sven Hannawald.

#### Triumph bei der Vierschanzentournee
Durch die guten Platzierungen im Vorfeld der Vierschanzentournee mit dem Sieg in Titisee-Neustadt Anfang Dezember gehörte Hannawald zu den besten 15 Springern der Gesamtwertung, die zum damaligen Zeitpunkt für den Wettkampf automatisch qualifiziert waren. Hannawald ließ daraufhin alle vier Qualifikationsspringen aus und musste, da bei der Vierschanzentournee im ersten Durchgang im K.-o.-Modus gesprungen wird und das Ergebnis der Qualifikation über die entsprechenden Springerpaarungen entscheidet, jeweils gegen die Sieger der Qualifikation antreten.
Beim ersten Springen am 30. Dezember in Oberstdorf setzte er sich mit 122 Metern deutlich gegen den Österreicher Andreas Widhölzl durch und lag nach dem ersten Durchgang mit fast 10 Punkten vor dem Schweizer Simon Ammann in Führung. Mit abermals 122 Metern musste er sich im zweiten Durchgang zwar dem Österreicher Martin Höllwarth geschlagen geben, der sieben Meter weiter sprang. Aufgrund der besseren Haltungsnoten und dem Vorsprung aus dem ersten Durchgang gewann Hannawald dennoch mit acht Punkten Vorsprung vor Höllwarth das erste Springen der Tournee.
Beim zweiten Springen, dem Neujahrsspringen in Garmisch-Partenkirchen, wiederholte sich im ersten Durchgang das Duell zwischen Hannawald und Widhölzl. Mit 122,5 Metern sprang Hannawald einen halben Meter weiter als der Österreicher, der sich jedoch durch die etwas besseren Haltungsnoten mit 0,6 Punkten Vorsprung durchsetzen konnte. Hannawald kam als Zweitbester des ersten Durchgangs über die Wertung der fünf besten Verlierer weiter. Mit der Bestweite von 125 Metern im zweiten Durchgang gelang ihm dann im zweiten Springen der zweite Sieg mit einem knappen Vorsprung von 1,7 Punkten vor Widhölzl.
Beim dritten Springen am 4. Januar in Innsbruck konnte sich Hannawald im ersten Durchgang nicht nur deutlich gegen Martin Höllwarth durchsetzen, der als Zweitplatzierter acht Meter kürzer gesprungen war. Er stellte mit 134,5 Metern auch einen neuen Schanzenrekord auf, der bis 2015 gültig war. Im zweiten Durchgang gelang ihm mit 128 Metern erneut die Bestweite und mit dem Vorsprung von 23 Punkten vor dem Polen Adam Małysz baute er seine Führung in der Gesamtwertung der Tournee deutlich auf über 40 Punkte aus.
Im abschließenden Dreikönigsspringen in Bischofshofen verbesserte Hannawald mit 139 Metern den von ihm drei Jahre zuvor selbst aufgestellten Schanzenrekord um zwei Meter und konnte sich damit im Duell gegen den Finnen Matti Hautamäki behaupten. Obwohl er fünf Meter weiter gesprungen war, lag er durch schlechtere Haltungsnoten nur knapp vor dem Slowenen Robert Kranjec und Hautamäki. Mit 131,5 Metern im abschließenden Sprung und 2,5 Punkten Vorsprung vor Hautamäki feierte Hannawald seinen vierten Sieg im vierten Springen.
Hannawald gewann damit als erster Skispringer alle vier Teilwettbewerbe der Vierschanzentournee in einer Saison und ist der zehnte deutsche Tourneesieger. Mit den erreichten 1077,6 Gesamtpunkten stellte er damals auch eine neue Bestmarke auf, die in den Folgejahren jedoch noch übertroffen wurde.

#### Olympische Winterspiele
Mit einem Sieg in Willingen und zwei zweiten Plätzen in Zakopane hatte Hannawald die Erfolgsserie der Vierschanzentournee nahtlos fortgesetzt und galt damit bei den Olympischen Winterspielen 2002 in Salt Lake City als einer der Top-Favoriten auf den Olympiasieg.
Am 10. Februar lag er beim Springen von der Normalschanze nach dem ersten Durchgang mit der Weite von 97 Metern hinter dem Schweizer Simon Ammann auf Rang 2. Mit 99 Metern erzielte Hannawald im zweiten Durchgang die Bestweite, blieb in der Gesamtwertung aber 1,5 Punkte hinter Ammann und gewann damit die Silbermedaille.
In seiner stärkeren Disziplin, dem Springen von der Großschanze, lag er drei Tage darauf mit 132,5 Metern nach dem ersten Durchgang gleichauf mit Ammann in Führung. Bei der Weite von 131 Metern stürzte Hannawald im zweiten Durchgang, was ihn auf den vierten Platz zurückwarf. Trotz des Sturzes verpasste er eine Medaille nur knapp und lag 0,7 Punkte hinter dem Bronzerang. Ammann konnte die Führung aus dem ersten Durchgang behaupten und wurde erneut Olympiasieger.
Im abschließenden Mannschaftsspringen am 17. Februar trat Hannawald mit Stephan Hocke, Michael Uhrmann und Martin Schmitt an. Hannawald erreichte mit 123 Metern im ersten sowie 120,5 Metern im zweiten Durchgang jeweils das zweitbeste Ergebnis seiner Springergruppe, besser war in beiden Durchgängen der Finne Matti Hautamäki. Nach einem umkämpften Duell mit der finnischen Mannschaft gelang den deutschen Springern am Ende mit einem hauchdünnen Vorsprung von lediglich 0,1 Punkten der Gewinn der Goldmedaille.
Für seine Leistungen bei den Olympischen Winterspielen 2002 wurde er am 6. Mai 2002 von Bundespräsident Rau mit dem Silbernen Lorbeerblatt ausgezeichnet.

#### Skiflug-WM
Als nächstes Springen nach den Olympischen Spielen wurde Anfang März die Skiflug-Weltmeisterschaft in Harrachov ausgetragen, bei der Hannawald als Titelverteidiger an den Start ging. Im Gegensatz zu seinen Konkurrenten gelangen ihm zwei gleichwertige Sprünge mit jeweils 202 Metern, sodass er nach dem ersten Tag in Führung lag. Aufgrund der schlechten Witterungsbedingungen musste das Springen am zweiten Tag abgesagt werden, sodass wie bereits zwei Jahre zuvor die Gesamtwertung an nur einem Tag entschieden wurde. Hannawald konnte damit als erster Springer seinen Titel erfolgreich verteidigen.
In der Weltcup-Gesamtwertung belegte Hannawald am Ende der Saison den zweiten Platz hinter dem Polen Adam Małysz.
Für seine Leistungen wurde er 2002 zum Sportler des Jahres gekürt.

### Saison 2002/03
Auch die Saison 2002/03 verlief für Hannawald erfolgreich: Er gewann sechs Weltcupspringen, errang den zweiten Rang bei der Vierschanzentournee und belegte am Ende den zweiten Platz in der Weltcupgesamtwertung. Einen der sechs Saisonsiege ersprang er beim ersten Springen der Vierschanzentournee in Oberstdorf. Sven Hannawald hat damit fünf Tournee-Springen in Folge gewonnen.
Am 8. Februar 2003 gewann er das Weltcup-Springen in Willingen. Für seinen ersten Sprung erhielt er dabei fünfmal die Note 20 – eine Bewertung, die bisher nur sieben Springer erhalten haben. Für seinen zweiten Sprung erhielt Hannawald viermal die Note 20 und einmal 19,5 und somit neunmal 20 in einem Sprungwettbewerb.

### Saison 2003/04

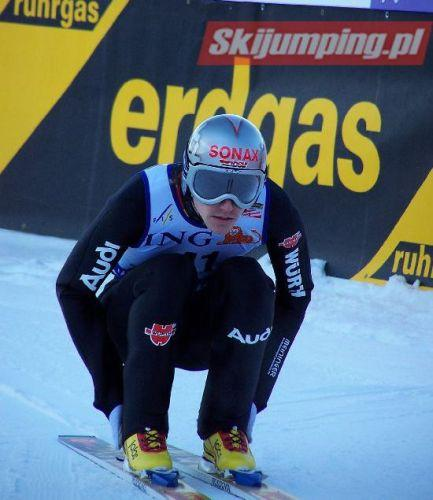
Sven Hannawald (2004)

In der Saison 2003/04 lief es für Hannawald nicht mehr wie erhofft. Seine beste Platzierung war ein vierter Platz in Trondheim (Norwegen). Als Konsequenz daraus beendete er die Saison vorzeitig.
Hannawald war über einen längeren Zeitraum Gegenstand einer Diskussion über Magersucht. Bei einer Körpergröße von 1,84 m wog er 64 kg (Angaben von seiner offiziellen Website). Laut Berichten aus dem Jahr 2024 lag sein Körpergewicht zeitweise sogar nur bei 60,5 kg.

### Karriereende als Skispringer

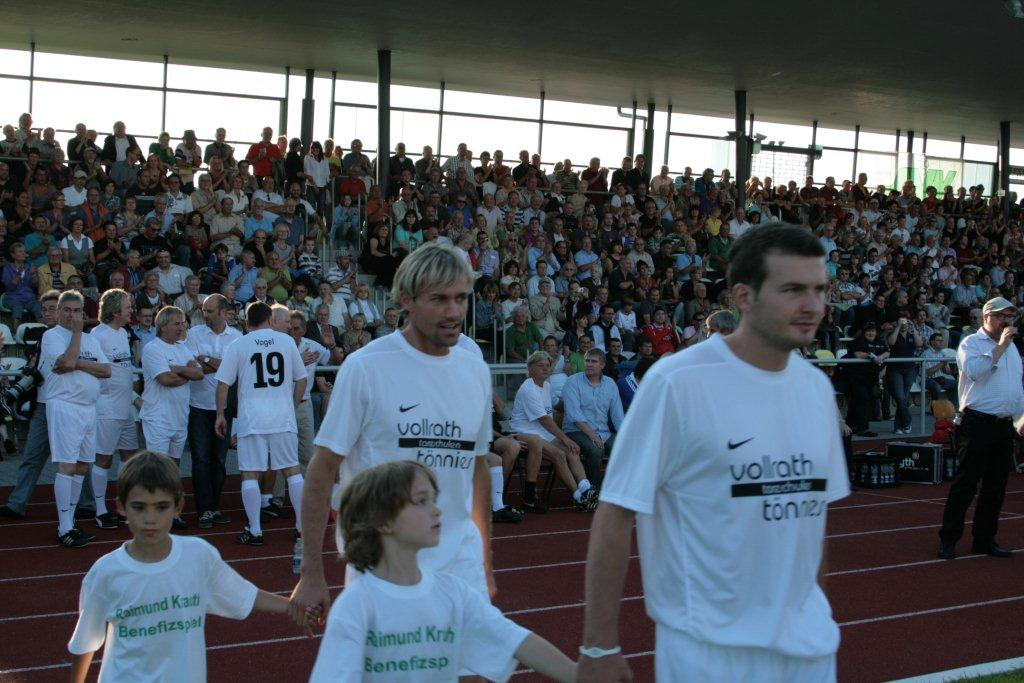
Hannawald (l.) neben Andreas Görlitz bei einem Benefizspiel mit den KSC Allstars (2010)

Am 29. April 2004 wurde bekannt, dass Hannawald am Burnout-Syndrom litt und sich zur Behandlung in eine Spezialklinik begeben habe. Zwischenzeitlich befand er sich auf dem Weg der Besserung und absolvierte bereits wieder einige öffentliche Auftritte.
Am 3. August 2005 teilte Hannawald mit, dass er sich nach erfolgreicher Behandlung seines Burnout-Syndroms nicht mehr den Strapazen des Profisports aussetzen wolle, und beendete damit seine Karriere. Am 8. Juli 2006 wurde er bei der Nacht der Adler in Oberkirch verabschiedet.
Am 9. März 2007 wurde Sven Hannawald bei der 5. Wok-Weltmeisterschaft in Innsbruck Wok-Weltmeister, zusammen mit Markus Beyer, Christina Surer und Susianna Kentikian als Pilot des 4er-Woks des Seat-Teams.
Zwischen Ende 2009 und 2015 war Hannawald in der Fußballabteilung des TSV Neuried aktiv, wo er vorwiegend auf der Außenbahn der 2. Herrenmannschaft in der Kreisklasse München 3 als Abwehrspieler eingesetzt wurde.

## Spätere Tätigkeiten

### Motorsportkarriere

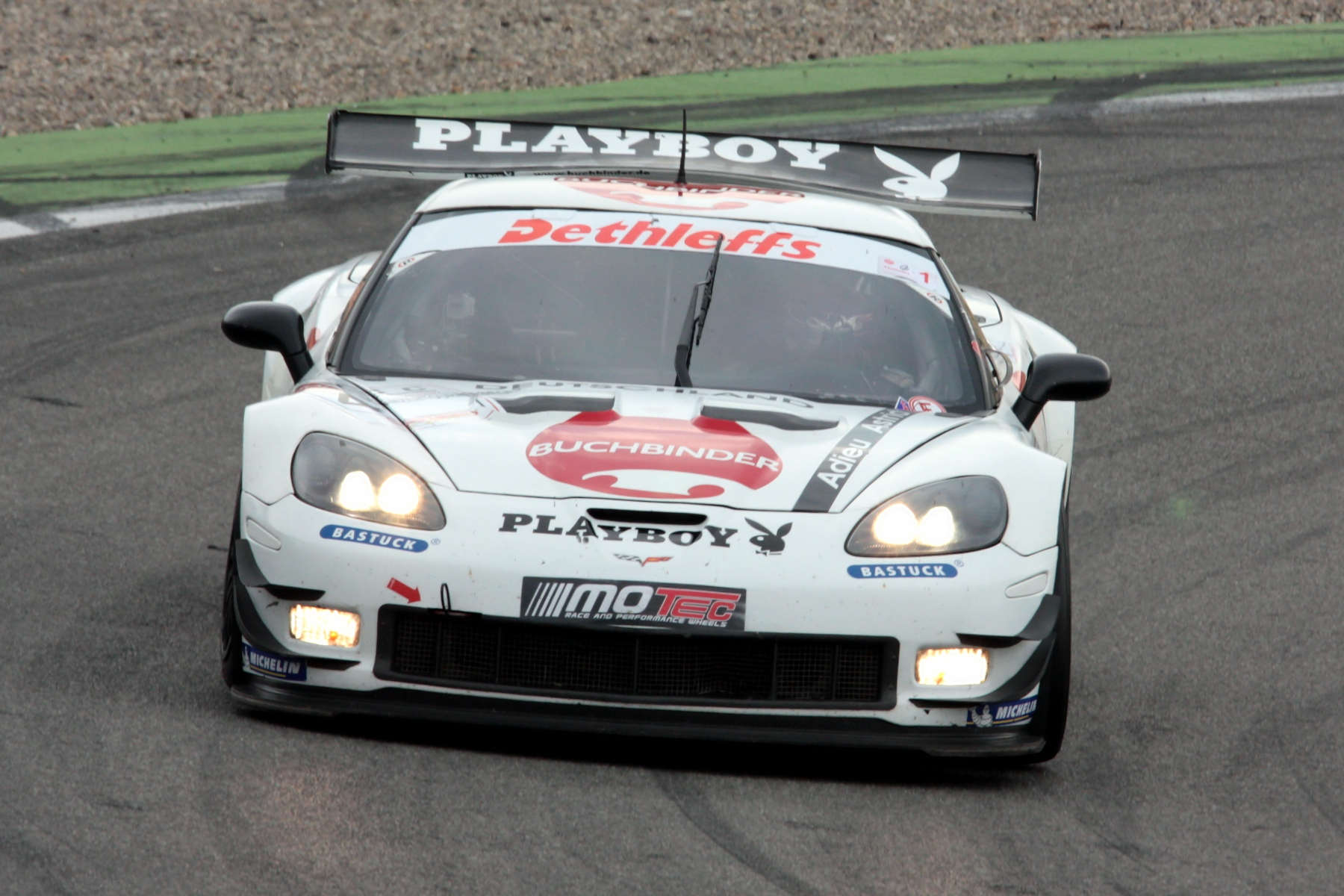
Hannawald auf dem Hockenheimring (2012)

Sven Hannawald bestritt 2005 seine ersten Autorennen, indem er im deutschen Seat Leon Supercopa einen Gaststart beim Saisonfinale auf dem Hockenheimring absolvierte. Nachdem er in den folgenden beiden Jahren wieder vereinzelt im Seat Leon Supercopa gestartet war, trat er in der Saison 2008 für das Team Schnabl Engineering in einem Porsche 997 GT3 Cup erstmals bei einigen Rennen des ADAC GT Masters an. 2009 ging er bei einem Rennwochenende für das Team Buchbinder Racing an den Start.
In der Saison 2010 hatte Hannawald erstmals im ADAC GT Masters ein festes Cockpit. Er fuhr zusammen mit seinem Teamkollegen Thomas Jäger eine Corvette Z06.R GT3 für das Team Callaway Competition. Beim zweiten Rennwochenende auf dem Sachsenring erreichte er im Sonntagslauf den zweiten Platz, womit er seine erste Podiumsplatzierung und zugleich seine ersten Meisterschaftspunkte erzielte. Im Sonntagsrennen des folgenden Rennwochenendes auf dem Hockenheimring gelang ihm ein weiterer zweiter Platz. Hannawald beendete die Saison als Zweiter der Amateurwertung und auf dem 15. Platz der Gesamtwertung.
In der Saison 2011 war Heinz-Harald Frentzen sein Teamkollege. Am Ende wurde Hannawald Vierter der Amateurwertung, in der Gesamtwertung reichte es zu Rang 30.
Von 2012 bis 2015 nahm er nur vereinzelt an Events teil, so z. B. 2013 in einem Mercedes-Benz SLS AMG GT3 des Rennstalls Rowe Racing an zwei Rennen der VLN Langstreckenmeisterschaft Nürburgring.

### Buchautor

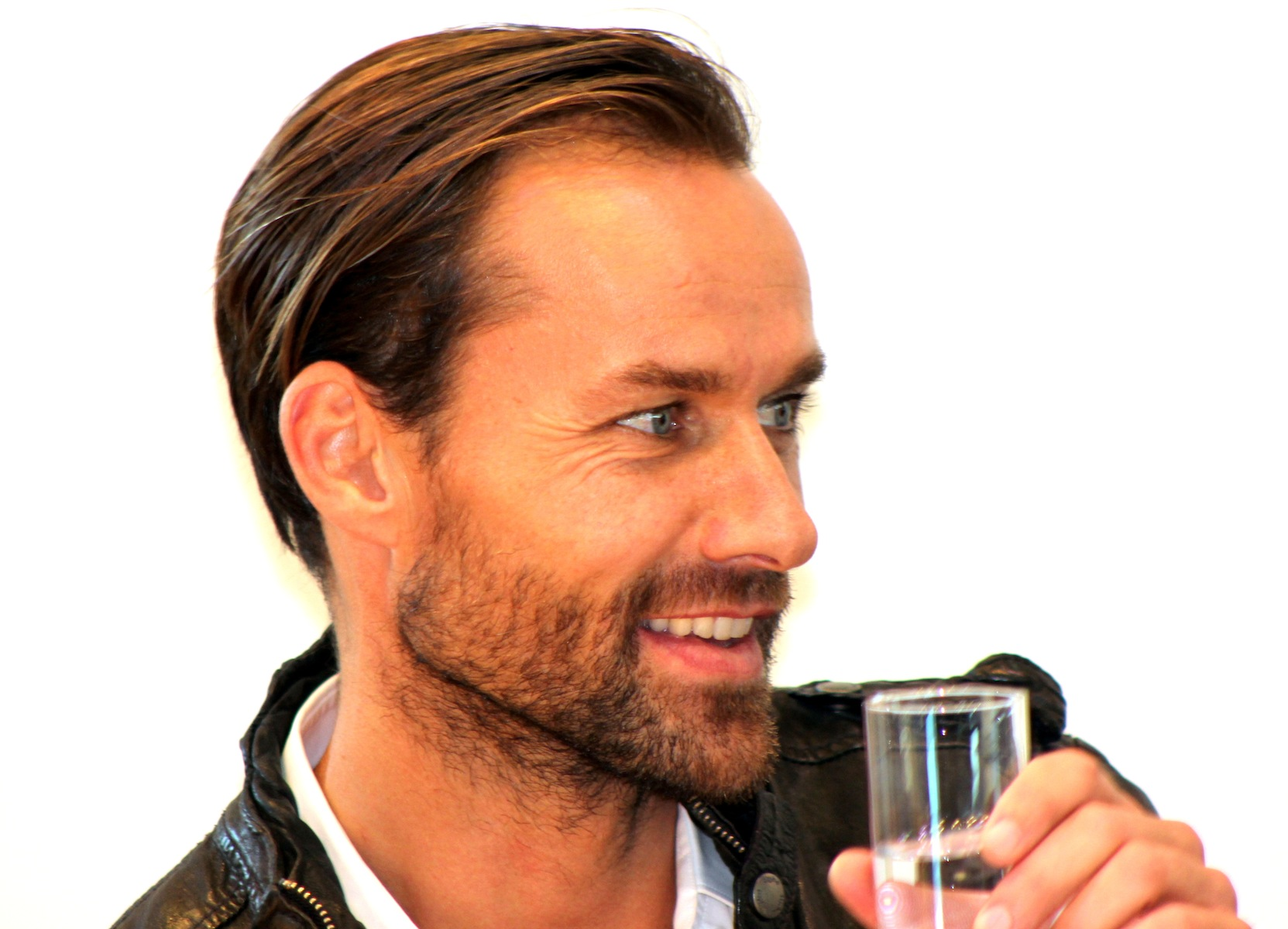
Hannawald auf der Frankfurter Buchmesse 2013

Seine Biografie Mein Höhenflug, mein Absturz, meine Landung im Leben erschien am 5. September 2013.

### Unternehmensberater
Am 1. Juli 2016 gründete Hannawald mit dem Diplom-Betriebswirt Sven Ehricht eine Unternehmensberatung mit den Schwerpunkten Betriebliche Gesundheit und Sportsponsoring. Er gibt in moderierten Talks und Seminaren seine persönlichen Erfahrungen mit sportlichen Erfolgen, aber auch Leistungsdruck und fehlender Balance (Burnout) weiter. Die Seminare finden auf Skisprungschanzen statt.

### TV-Präsenz

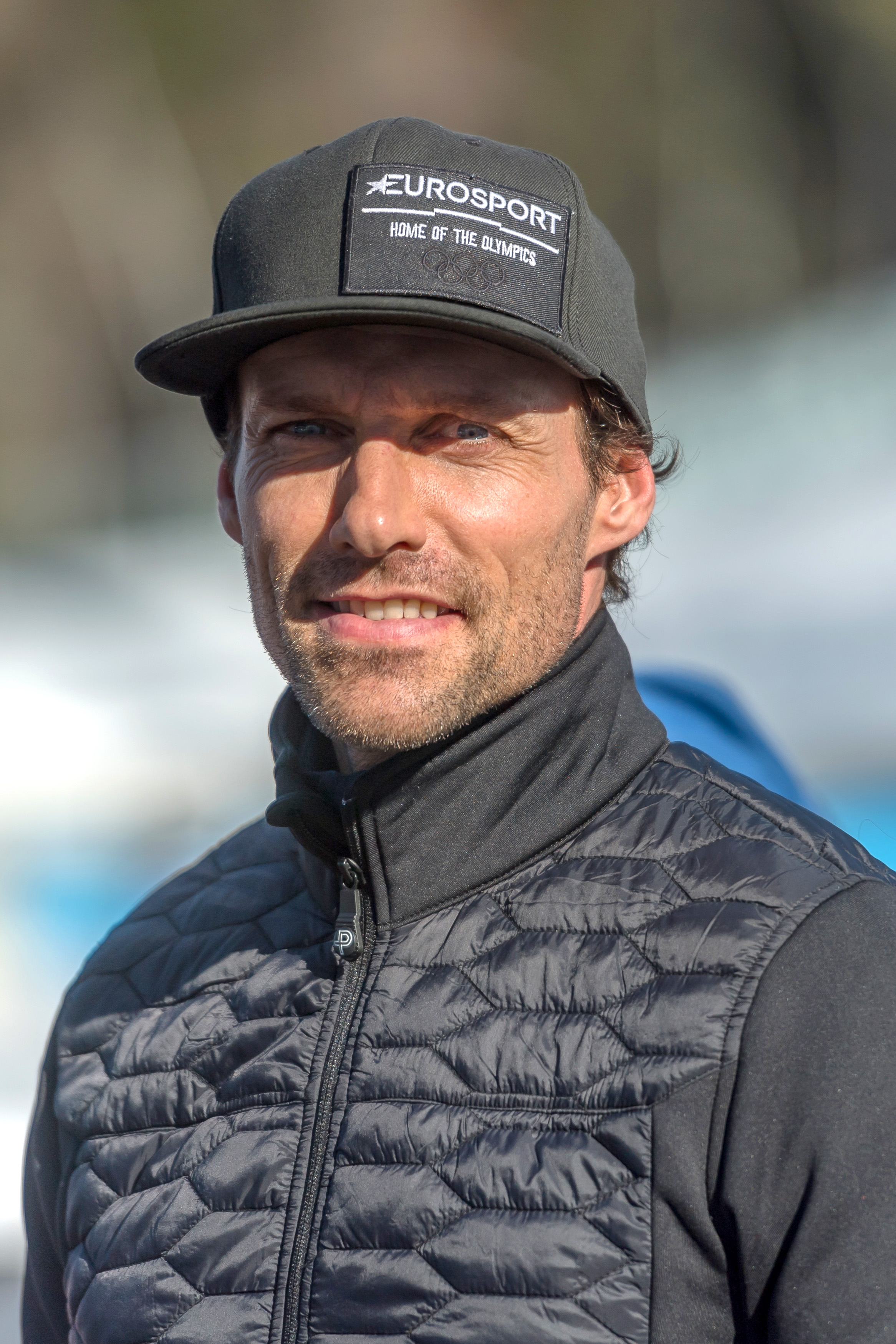
Hannawald als Kommentator bei Eurosport (2019)

Ab Dezember 2005 war Hannawald im Ersten Experte zu Skisprungereignissen, u. a. während der Olympischen Winterspiele in Turin im Jahr 2006. Nach seinem Karriereende stand Sven Hannawald öfter als Interviewpartner bei Weltcup-Berichterstattungen am Mikrofon. Bei der Vierschanzentournee 2007/08 fungierte er erstmals beim ZDF neben Jens Weißflog als Experte. Ab der Saison 2016/17 war er für Eurosport als Skisprungexperte an der Seite von Kommentator Matthias Bielek tätig. Im Oktober 2020 wurde sein Wechsel zur ARD bekannt, wo er Dieter Thoma ersetzen und als Experte an der Seite von Moderator Matthias Opdenhövel fungieren wird.
Im Juli 2013 gewann er in der Sendung Schlag den Star gegen seinen Kontrahenten.
2016, 2017 und 2025 war er Gast bei Wer weiß denn sowas?
Seit 2018 wirkt er beim Ninja Warrior Germany Promi-Special für den RTL-Spendenmarathon mit.
2019 siegte er bei der Fernsehshow Ewige Helden im Finale gegen Andrea Henkel.
2022 nahm er an der Sendung Das Duell um die Welt - Team Joko gegen Team Klaas teil.

## Erfolge

### Weltcupsiege im Einzel
| Nr. | Datum             | Ort                      | Typ         |
| --- | ----------------- | ------------------------ | ----------- |
| 1.  | 6. Januar 1998    | Bischofshofen            | Großschanze |
| 2.  | 24. Januar 1998   | Oberstdorf               | Flugschanze |
| 3.  | 19. Februar 2000  | Tauplitz/Bad Mitterndorf | Flugschanze |
| 4.  | 10. März 2000     | Trondheim                | Großschanze |
| 5.  | 12. März 2000     | Oslo                     | Großschanze |
| 6.  | 19. März 2000     | Planica                  | Flugschanze |
| 7.  | 2. Dezember 2001  | Titisee-Neustadt         | Großschanze |
| 8.  | 30. Dezember 2001 | Oberstdorf               | Großschanze |
| 9.  | 1. Januar 2002    | Garmisch-Partenkirchen   | Großschanze |
| 10. | 4. Januar 2002    | Innsbruck                | Großschanze |
| 11. | 6. Januar 2002    | Bischofshofen            | Großschanze |
| 12. | 12. Januar 2002   | Willingen                | Großschanze |
| 13. | 22. Dezember 2002 | Engelberg                | Großschanze |
| 14. | 29. Dezember 2002 | Oberstdorf               | Großschanze |
| 15. | 18. Januar 2003   | Zakopane                 | Großschanze |
| 16. | 19. Januar 2003   | Zakopane                 | Großschanze |
| 17. | 2. Februar 2003   | Tauplitz/Bad Mitterndorf | Flugschanze |
| 18. | 8. Februar 2003   | Willingen                | Großschanze |

### Weltcupsiege im Team
| Nr. | Datum         | Ort     | Typ         |
| --- | ------------- | ------- | ----------- |
| 1.  | 18. März 2000 | Planica | Flugschanze |

### Weltcup-Platzierungen
| Saison    | Platz | Punkte |
| --------- | ----- | ------ |
| 1993/94   | 90.   | 0002   |
| 1994/95   | 63.   | 0026   |
| 1996/97   | 59.   | 0040   |
| 1997/98   | 06.   | 0953   |
| 1998/99   | 06.   | 0896   |
| 1999/2000 | 04.   | 1065   |
| 2000/01   | 09.   | 0462   |
| 2001/02   | 02.   | 1259   |
| 2002/03   | 02.   | 1235   |
| 2003/04   | 24.   | 0253   |

### Grand-Prix-Siege im Einzel
| Nr. | Datum              | Ort          | Typ           |
| --- | ------------------ | ------------ | ------------- |
| 1.  | 6. August 1999     | Hinterzarten | Normalschanze |
| 2.  | 11. September 1999 | Hakuba       | Großschanze   |

### Grand-Prix-Siege im Team
| Nr. | Datum          | Ort          | Typ           |
| --- | -------------- | ------------ | ------------- |
| 1.  | 7. August 1999 | Hinterzarten | Normalschanze |

### Grand-Prix-Platzierungen
| Saison | Platz | Punkte |
| ------ | ----- | ------ |
| 1998   | 09.   | 0157   |
| 1999   | 01.   | 0332   |
| 2000   | 35.   | 0033   |
| 2001   | 32.   | 0045   |
| 2003   | 31.   | 0022   |

### Continental-Cup-Siege im Einzel
| Nr. | Datum            | Ort           | Typ           |
| --- | ---------------- | ------------- | ------------- |
| 1.  | 11. Februar 1994 | Ruhpolding    | Großschanze   |
| 2.  | 7. Januar 1995   | Planica       | Normalschanze |
| 3.  | 16. März 1996    | Planica       | Großschanze   |
| 4.  | 23. Februar 1997 | Iron Mountain | Großschanze   |
| 5.  | 25. Juli 1998    | Berchtesgaden | Normalschanze |

### Continental-Cup-Platzierungen
| Saison  | Platz | Punkte |
| ------- | ----- | ------ |
| 1994/95 | 14.   | 0396   |
| 1995/96 | 15.   | 0394   |
| 1996/97 | 07.   | 0615   |
| 1997/98 | 95.   | 0105   |
| 1998/99 | 54.   | 0220   |

### Schanzenrekorde
| Ort              | Land               | Weite               | aufgestellt       | Rekord bis      |
| ---------------- | ------------------ | ------------------- | ----------------- | --------------- |
| Bischofshofen    | Österreich         | 137,0 m (HS: 134 m) | 23. Februar 1999  | 06. Januar 2002 |
| Trondheim        | Norwegen           | 134,5 m (HS: 131 m) | 10. März 2000     | 09. März 2001   |
| Oslo             | Norwegen           | 132,5 m (HS: 128 m) | 12. März 2000     | 13. März 2005   |
| Titisee-Neustadt | Deutschland        | 145,0 m (HS: 142 m) | 02. Dezember 2001 | 11. März 2016   |
| Innsbruck        | Österreich         | 132,5 m (HS: 130 m) | 03. Januar 2002   | 04. Januar 2002 |
| Innsbruck        | Österreich         | 134,5 m (HS: 130 m) | 04. Januar 2002   | 04. Januar 2015 |
| Bischofshofen    | Österreich         | 139,0 m (HS: 134 m) | 06. Januar 2002   | 06. Januar 2005 |
| Park City        | Vereinigte Staaten | 099,0 m (HS: 100 m) | 10. Februar 2002  | aktuell         |
| Zakopane         | Polen              | 140,0 m (HS: 134 m) | 18. Januar 2003   | 23. Januar 2010 |
| Bad Mitterndorf  | Österreich         | 214,0 m (HS: 200 m) | 31. Januar 2003   | 10. Januar 2009 |

## Auszeichnungen
- 2002: Goldene Feder Sonderpreis für die sympathische Art, mit der er den Sport in den Medien präsentiere
- 2002: Sportler des Jahres (Deutschland)
- 2012: Verdienstorden des Landes Baden-Württemberg
- 2025: Bayerische Staatsmedaille für soziale Verdienste[25]

## Autobiografie
- Sven Hannawald: Mein Höhenflug, mein Absturz, meine Landung im Leben. ZS Verlag Zabert Sandmann GmbH, 1. Auflage 2013, ISBN 978-3-89883-387-5.